# 最後一戰：戰鬥進化
《最後一戰：戰鬥進化》是一款由Bungie开发，由微软游戏工作室发行在Xbox平台上的第一人稱射擊遊戲，游戏在2001年11月15日與主機Xbox同步發售。本作是《光环》系列的首部作品，玩家需要扮演改造过的人类超级战士士官長，他身邊有一個人工智能同伴可塔娜，与外星敌人在神秘的外太空装置光环阵列上展开战斗。
该作从1997年投入开发，早期曾打算做成即时战略游戏和第三人称射击游戏。在开发阶段，开发商Bungie被微软收购，《光环：战斗进化》也成为了Xbox独占游戏，直到游戏发售兩年後才移植到Windows和Mac OS上。
游戏在发售后获得了口碑和商业上的双重成功，截至到2005年11月，游戏各个版本总共卖出500万份。而游戏凭借极高的素质也被认为是公认最佳电子游戏之一。續作《最後一戰2》於2004年在Xbox上發售，而且該遊戲催生了一個價值數十億美元的多媒體專營權，包括遊戲、書籍、玩具和電影。
截至2005年11月，該遊戲在全球已售出500多萬款。重新製作的《最後一戰 復刻版》在初版發售10週年之際由343 Industries在Xbox 360上發行。這一新版遊戲在2014年納入《最後一戰：士官長合輯》重新發行。

## 前提情要
故事發生在一個未來的平行宇宙，一處名叫「HALO」的神秘環狀帶上。在未來，人類向太空開拓殖民地，並將勢力拓展至數個星區，但是在2527年時，一支名為「星盟」、由數個種族組成的外星人大軍突然出現，以聖戰的名義向人類發動戰爭，雙方激戰數十年，人類在星盟的科技與人海優勢下節節敗退，外環殖民星系也相繼淪陷。西元2552年八月（遊戲故事開始2天前），星盟派遣主力艦隊，攻擊人類最重要的外環軍事殖民星球：瑞曲星。即便人類投入全部可調動軍力：陸軍、太空艦隊與全體第二代斯巴達戰士：經由篩選基因與生物科技改造的精銳超級士兵進行防禦戰，但人類依然難以抵擋星盟的壓倒武力而遭到完全殲滅，瑞曲星也隨即全面淪陷，人類方武力只剩下翠鳥級巡洋艦——秋風之墩號（Pillar of Autumn），船上同時搭載了最後一個倖存的超級士兵：斯巴達戰士士官長約翰-117。在超級人工智能可塔娜將先前由士官長所取回的有關先行者的資料與星系圖比對，發現了一個高度吻合的地區，同時符合柯爾議定書的規定（「不可在撤退時將任何星盟部隊引向內環殖民地與地球」），因此將秋風之墩號向該區域進行了超空間躍傳。而在那裡的太空中，出現了一個神秘的人造環狀帶（此段部份於小說《最後一戰：瑞奇之隕》結尾提及）。
但在此時，尾隨而來的星盟艦隊包圍了秋風之墩號，艦長雅各·基斯（Jacob Keyes）下令迎戰並喚醒此時處於冷凍狀態的約翰-117（之後以遊戲中的暱稱：士官長替代原名）。遊戲內容從此處開始。
（小說《最後一戰：短兵鏖戰》中能得知在瑞曲星淪陷之後，仍然有數名二代斯巴達戰士生還了下來，他們同時是該書的要角）

## 劇情
士官長從冷凍中被喚醒，此時「秋風之墩」號受到星盟的重創，基斯艦長決定將巡洋艦迫降到環狀帶上，並將可塔娜交給士官長，囑咐他決不可讓她落入敵人之手。士官長之後成功從巡洋艦上逃脫，迫降到環狀帶上。集合和營救降落到環狀帶上的其他部隊以後，士官長得知基斯艦長被星盟俘虜，之後從星盟的「真理與和諧」號巡洋艦上救回了艦長，並得知環狀帶的名字「Halo」。
可塔娜得知環狀帶可能是一種武器，而一個稱為「安靜製圖機」（The Silent Cartographer）的設施可以引導他們找到「Halo」的控制室，以防止星盟利用它來消滅人類。士官長去啟動「安靜製圖機」，而基斯艦長則去調查星盟守護的一座設施。士官長通過「安靜製圖機」找到控制室之後，將可塔娜傳入Halo的系統。可塔娜此時發生了異常的變化，她告訴士官長「Halo」不是一個武器，並且要求他立刻去尋找艦長。
士官長來到了先前艦長要調查的設施，從而發現了「Halo」的秘密：「Halo」中有一種稱為「蟲族」的生物，它們可以侵入並感染有高級思維活動的生物，控制它們的思想，並且將它們改造變異成具有高度攻擊性，同時仍然保留一定程度智力，可以使用觸手進行近身搏擊，並且可以操作武器、載具以至太空戰艦的形態。逃出設施后，士官長遇到了一個自稱「343記罪者」的人工智能，它將士官長傳送到被稱為「聖堂」（The Library）的巨大建築中。343記罪者聲稱，要消滅蟲族，必須啟動「Halo」，而這需要士官長的協助來獲得啟動鑰匙——「索引器」。
在「聖堂」內取得了索引器之後，士官長被343記罪者傳送回了控制室，並按照它的指示啟動「Halo」。然而，留在那裡的可塔娜阻止了「Halo」的啟動，並告訴士官長，343記罪者欺騙了他，啟動「Halo」之後並不能消滅蟲族，而是消滅它們的食物——人類和星盟，銀河系內一切有智慧的生物。343記罪者隨即反目與士官長為敵，並企圖奪回可塔娜與索引器。可塔娜指示士官長，炸毀了控制室附近的數個脈衝產生器，以拖延時間。此時，可塔娜想出了炸毀「Halo」以阻止浩劫發生的方法，那就是使墜毀在「Halo」上的巡洋艦「秋風之墩」號的引擎過載，來造成一場巨大的核爆炸。為了達成這個目的，必須營救被蟲族感染的基斯艦長，或者取回艦長的神經植入物。
可塔娜在「真理與和諧」號上偵測到艦長的訊號，並將士官長傳送到那裡。儘管艦長阻止士官長前來營救，士官長仍然突破重圍來到了艦長所在的位置。士官長發現，此時，艦長已經喪生，與蟲族融為一體。士官長從艦長的體內取回了神經植入物，回到了「秋風之墩」號。343記罪者隨後出現，阻撓從艦長室進行的遠程操作，使得可塔娜無法從遠端引爆「秋風之墩」號。無奈之下，士官長決定冒險直接炸毀引擎。最後，士官長成功地炸毀了「Halo」，並且逃脫到宇宙中。

## 外部連結
- 官方網站